# Doce de marmelo
O doce de marmelo, é um doce de consistência gelificada, que consiste na mistura de polpa de marmelo, cozida em calda de açúcar, até ficar em ponto de estrada. Dada a sua consistência mole, é usada como um alimento de barrar, para espalhar em torradas ou tostas.
É uma confeção comum em vários países, especialmente prevalente em Portugal, Espanha e nas suas antigas colónias.

## Distinção com os conceitos de geleia de marmelo e marmelada
Nos conformes da legislação portuguesa, o doce de marmelo, a geleia de marmelo e a marmelada são 3 produtos culinários distintos, que não se confundem entre si, destacando-se mormente pelas diferenças na consistência e nas diferenças nas proporções dos ingredientes.
Com efeito, os doces de fruta, onde se inclui o doce de marmelo, consistem na «mistura, levada à consistência gelificada apropriada, de açúcares, polpa e/ou polme de um ou mais tipos de frutos e água», transposta para a legislação nacional, pelo Decreto-Lei n.º 230/2003, de 27 de Setembro. Com efeito, as receitas de doce de marmelo prescrevem a cozedura da polpa do marmelo em calda de açúcar até ficar em ponto de estrada.
Deste modo, o doce de marmelo distingue-se legalmente da «geleia de marmelo» que, por seu turno, se afigura como «mistura, suficientemente gelificada, de açúcares e sumo e ou extrato aquoso» de marmelo. Não podendo as quantidades de de sumo e ou de extrato aquoso utilizadas no fabrico de 1kg de geleia ser inferiores às listadas na tabela do Anexo I do diploma legal supramencionado. Com efeito, as receitas de geleia de marmelo inclusive preveem a inclusão das cascas, pevides e sumo remanescente, resultantes da confeção de marmelada, sendo que se apura estar no devido ponto de gelificação, quando no fundo do recipiente, ao passar com uma espátula, abre estrada.
Por último, aos olhos da jurisdição portuguesa, o doce de marmelo distingue-se também da definição legal portuguesa de marmelada, a qual nos termos da al. d) do n.º 1 do art.º 2.º do Decreto-Lei n.º 97/84, de 28 de Março, é o «produto resultante da mistura homogénea e consistente, obtida exclusivamente da cozedura do mesocarpo do marmelo com açúcares». Com efeito, as receitas de marmelada, descrevem-na como sendo tão consistente, que é suscetível de ser cortada às fatias ou aos cubos.

## História
A origem da receita é bastante antiga; sendo as primeiras formas do que se tornaria a doce de marmelo encontradas no livro de receitas romano de Apício, uma coleção de receitas de culinária romana compiladas no final do século IV ou início do século V d. C. fornece receitas para marmelo com mel. Historicamente, o doce era feita de marmelos.
O marmelo, por sua vez, é nativo da Ásia Menor e do Cáucaso. Assim sendo, os gregos e romanos trouxeram esta fruta para a península ibérica, comeram cozida e adoçada com mel. Os romanos também o usavam para fazer um licor com bagaço, vinho tinto e marmelo. O doce é preparado simplesmente cozinhando polpa de marmelo com a mesma quantidade de açúcar, obtendo uma pasta doce que pode ser barrada para acompanhar ou encher diferentes preparações culinárias. A receita tornou-se popular no século XII, graças ao seu uso abundante na culinária sefardita. 

## Caraterísticas e consumo
O doce de marmelo é preparado com polpa de marmelo e calda de açúcar, obtendo-se uma pasta pouco consistente que se pode barrar em pão ou torradas.